# Blepharipa chryseps
Blepharipa chryseps är en tvåvingeart som först beskrevs av Malloch 1935.  Blepharipa chryseps ingår i släktet Blepharipa och familjen parasitflugor. Inga underarter finns listade i Catalogue of Life.